# Nabój Lefaucheux (trzpieniowy)

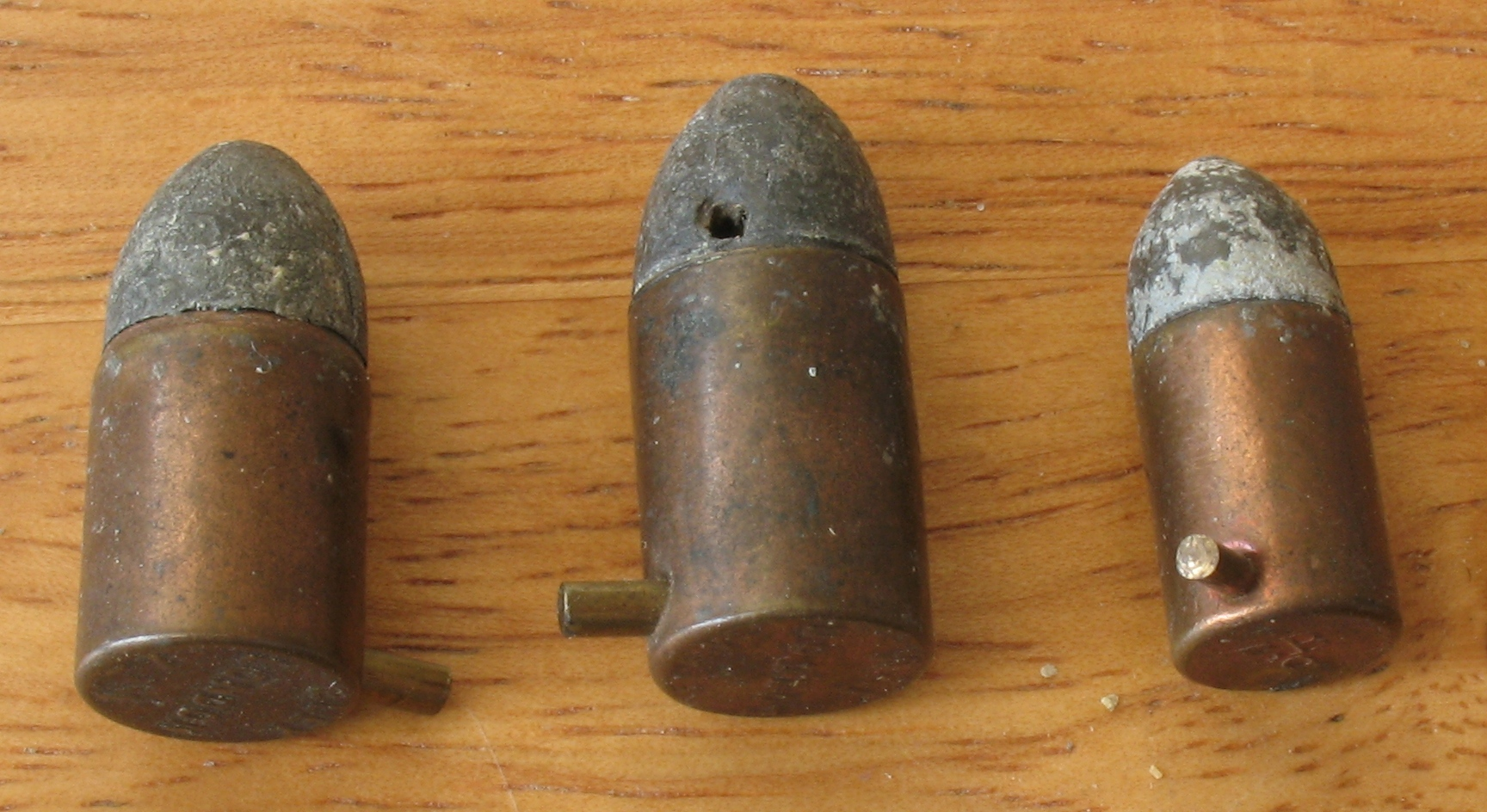
Naboje trzpieniowe

Nabój Lefaucheux (trzpieniowy, sztyftowy) – nabój scalony opracowany w pierwszej połowie XIX w. przez francuskiego rusznikarza Casimira Lefaucheux. Amunicja ta była stosowana m.in. w Belgii, Anglii, Francji, Szwajcarii i Austrii. Obecnie uznawana za przestarzałą i wyparta przez amunicję centralnego zapłonu.

## Budowa i zasada działania

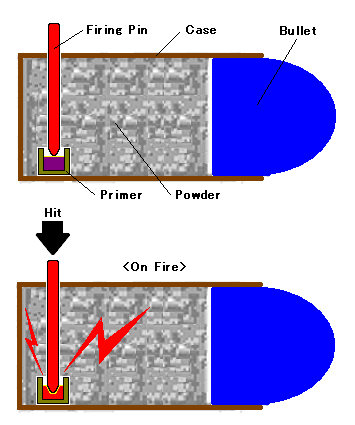
Budowa naboju Lefaucheux: trzpień (firing pin), łuska (case), pocisk (bullet), proch (powder), spłonka (primer).

Nabój trzpieniowy zwykle składa się z mosiężnej łuski (najczęściej bez kryzy), zawierającej ładunek, pocisk oraz umieszczoną wewnątrz spłonkę, zbijaną wystającą z łuski pionową igłą, w którą uderzał kurek mający płaską główkę. Rozdęcie łuski przy strzale uszczelniało komorę i zapobiegało ucieczce gazów na zewnątrz. Elastyczność mosiądzu pozwalała łusce powrócić do pierwotnych rozmiarów po spadku ciśnienia, co ułatwiało wybijanie łuski z komory.

## Historia
Wynalezienie zapłonu trzpieniowego umożliwiło dopiero powstanie zapłonu perkusyjnego. Wszystkie poprzednie próby były skazane na niepowodzenie, gdyż nie znano sposobu na zapalenie prochu bez jego bezpośredniego kontaktu z ogniem. Gdy tylko prace nad piorunianami umożliwiły obejście tej przeszkody rozpoczęły się prace nad nabojami scalonymi. System zapłonu trzpieniowego wynalazł w 1828 roku Francuz, Casimir Lefaucheux. Do lat 40. XIX wieku był to przodujący system zapłonu na kontynencie europejskim, gdzie produkowano broń tego typu w dużych ilościach. W Anglii wzbudził on małe zainteresowanie aż do wystawy londyńskiej 1852, gdy zaprezentowano rewolwery kieszonkowe na te naboje. W 1854 roku unowocześniony system trzpieniowy został opatentowany w Anglii przez syna Casmira, Eugène Lefaucheux.

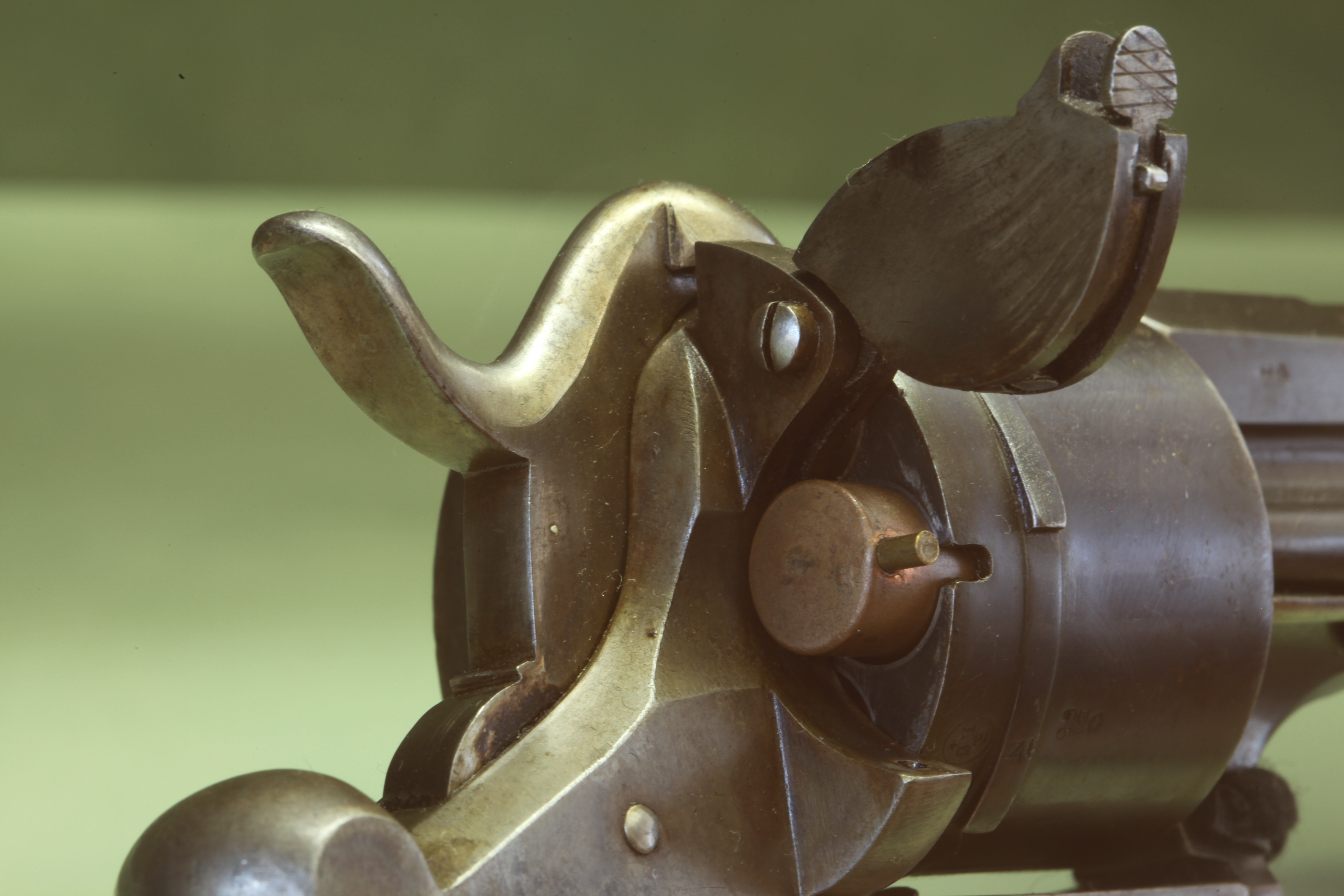
Nabój w bębnie rewolweru Lefaucheux M1858; widoczny wystający trzpień
Naboje Lefaucheux kalibru 15 mm, 12 mm, 9 mm, 7 mm, 5 mm i 2 mm (szczegółowy opis wyświetlany na stronie pliku)